# Mistrzostwa Ameryki Południowej w Lekkoatletyce 2025
54. Mistrzostwa Ameryki Południowej w Lekkoatletyce – zawody lekkoatletyczne, które odbyły się w dniach 25-27 kwietnia 2025 w Mar del Plata.

## Rezultaty

### Mężczyźni
| Konkurencja                   | 1. miejsce                                                                 | Wynik    | 2. miejsce                                                                     | Wynik    | 3. miejsce                                                            | Wynik    |
| ----------------------------- | -------------------------------------------------------------------------- | -------- | ------------------------------------------------------------------------------ | -------- | --------------------------------------------------------------------- | -------- |
| Bieg na 100 m                 | Felipe Bardi                                                               | 9,99     | Ronal Longa                                                                    | 10,04    | Carlos Flórez                                                         | 10,17    |
| Bieg na 200 m                 | César Almirón                                                              | 20,50    | Ronal Longa                                                                    | 20,56    | Arturo Deliser                                                        | 20,67    |
| Bieg na 400 m                 | Kelvis Padrino                                                             | 46,02    | Elián Larregina                                                                | 46,17    | Javier Gómez                                                          | 46,73    |
| Bieg na 800 m                 | Eduardo Moreira                                                            | 1:50,46  | José Antonio Maita                                                             | 1:50,93  | Marco Vilca                                                           | 1:50,93  |
| Bieg na 1500 m                | Diego Lacamoire                                                            | 3:41,34  | Guilherme Kurtz                                                                | 3:42,79  | Thiago André                                                          | 3:44,77  |
| Bieg na 5000 m                | Carlos San Martín                                                          | 13:54,34 | Jânio Varjão                                                                   | 13:55,88 | Ignacio Velásquez                                                     | 13:59,81 |
| Bieg na 10 000 m              | Ignacio Velásquez                                                          | 28:44,81 | Pariona Nider                                                                  | 28:49,48 | Luis Masabanda                                                        | 29:03,88 |
| Bieg na 3000 m z przeszkodami | Carlos San Martín                                                          | 8:37,79  | Didier Rodríguez                                                               | 8:41,31  | Walace Caldas                                                         | 8:46,17  |
| Bieg na 110 m przez płotki    | Martín Sáenz                                                               | 13,51    | Thiago Ornelas                                                                 | 13,63    | Marcos Herrera                                                        | 13,77    |
| Bieg na 400 m przez płotki    | Francisco dos Reis                                                         | 50,03    | Caio Vinícius Silva                                                            | 51,27    | Diego Courbis                                                         | 51,40    |
| Sztafeta 4 × 100 m            | Kolumbia Jhonny Rentería · Carlos Flórez · Carlos Palacios · Neiker Abello | 39,58    | Brazylia Felipe Bardi · Erik Cardoso · Vinícius Moraes · Vítor Hugo dos Santos | 39,62    | Wenezuela Bryant Alamo · Ángel Alvarado · Alexis Nieves · David Vivas | 39,84    |
| Sztafeta 4 × 400 m            | Brazylia Tiago da Silva · Lucas Carvalho · Jadson Soares · Elias Oliveira  | 3:07,40  | Argentyna Agustín Pinti · Tomás Mirón · Bruno de Genaro · Elián Larregina      | 3:08,77  | Wenezuela Javier Gómez · Axel Gómez · Kalin Zambrano · Kelvis Padrino | 3:09,10  |
| Chód na 20 km                 | Luis Henry Campos                                                          | 1:21:26  | Jordy Jiménez                                                                  | 1:24:06  | Matheus Corrêa                                                        | 1:25:17  |
| Skok wzwyż                    | Thiago Moura                                                               | 2,16     | Fernando Ferreira                                                              | 2,13     | Sebastián Daners                                                      | 2,10     |
| Skok o tyczce                 | Ricardo Montes de Oca                                                      | 5,40     | Guillermo Correa                                                               | 5,40     | Lucas Alisson                                                         | 5,35     |
| Skok w dal                    | Emiliano Lasa                                                              | 7,97     | Emanuel Archibald                                                              | 7,76     | José Luis Mandros                                                     | 7,73     |
| Trójskok                      | Almir dos Santos                                                           | 16,68    | Elton Petronilho                                                               | 16,26    | Leodan Torrealba                                                      | 16,22    |
| Pchnięcie kulą                | Willian Dourado                                                            | 20,65    | Welington Morais                                                               | 20,28    | Juan Manuel Arrieguez                                                 | 18,78    |
| Rzut dyskiem                  | Claudio Romero                                                             | 64,13    | Wellinton da Cruz Filho                                                        | 62,09    | Mauricio Ortega                                                       | 61,91    |
| Rzut młotem                   | Joaquín Gómez                                                              | 77,69    | Gabriel Kehr                                                                   | 76,90    | Humberto Mansilla                                                     | 76,61    |
| Rzut oszczepem                | Pedro Henrique Rodrigues                                                   | 77,92    | Billy Julio                                                                    | 76,73    | Lars Flaming                                                          | 76,60    |
| Dziesięciobój                 | José Fernando Ferreira                                                     | 7847     | Gerson Izaguirre                                                               | 7273     | Pedro de Oliveira                                                     | 7116     |

### Kobiety
| Konkurencja                   | 1. miejsce                                                                      | Wynik    | 2. miejsce                                                                 | Wynik    | 3. miejsce                                                                                        | Wynik    |
| ----------------------------- | ------------------------------------------------------------------------------- | -------- | -------------------------------------------------------------------------- | -------- | ------------------------------------------------------------------------------------------------- | -------- |
| Bieg na 100 m                 | Vitória Cristina Rosa                                                           | 11,21    | Anahí Suárez                                                               | 11,28    | María Ignacia Montt                                                                               | 11,33    |
| Bieg na 200 m                 | Nicole Caicedo                                                                  | 23,07    | Anahí Suárez Vitória Cristina Rosa                                         | 23,25    | N/A                                                                                               | N/A      |
| Bieg na 400 m                 | Martina Weil                                                                    | 51,14    | Evelis Aguilar                                                             | 51,26    | Nicole Caicedo                                                                                    | 53,05    |
| Bieg na 800 m                 | Déborah Rodríguez                                                               | 2:04,70  | Mayara Leite                                                               | 2:05,33  | Berdine Castillo                                                                                  | 2:05,89  |
| Bieg na 1500 m                | Micaela Levaggi                                                                 | 4:25,99  | María Pía Fernández                                                        | 4:28,27  | July da Silva                                                                                     | 4:28,39  |
| Bieg na 5000 m                | Sheyla Eulogio                                                                  | 15:51,27 | Edymar Brea                                                                | 15:55,03 | Daiana Ocampo                                                                                     | 15:57,15 |
| Bieg na 10 000 m              | Nubia de Oliveira Silva                                                         | 34:06,56 | Florencia Borelli                                                          | 34:08,01 | Edymar Brea                                                                                       | 34:08,54 |
| Bieg na 3000 m z przeszkodami | Tatiane Raquel da Silva                                                         | 9:40,07  | Micaela Levaggi                                                            | 9:42,09  | Mirelle Leite                                                                                     | 10:13,35 |
| Bieg na 100 m przez płotki    | Ketiley Batista                                                                 | 13,22    | María Alejandra Rocha                                                      | 13,42    | Vitoria Alves                                                                                     | 13,55    |
| Bieg na 400 m przez płotki    | Gianna Woodruff                                                                 | 56,57    | María Alejandra Rocha                                                      | 57,48    | Camille de Oliveira                                                                               | 58,05    |
| Sztafeta 4 × 100 m            | Brazylia Gabriela Mourão · Daniele Campigotto · Lorraine Martins · Vanessa Sena | 44,35    | Ekwador Mina Nazareno · Anahí Suárez · Nicole Caicedo · Jazmine Chala      | 45,04    | Argentyna Belén Fritzsche · María Florencia Lamboglia · Valentina Napolitano · Guillermina Cossio | 46,57    |
| Sztafeta 4 × 400 m            | Kolumbia Nahomy Castro · Lina Licona · Paola Loboa · Evelis Aguilar             | 3:33,29  | Brazylia Anny de Bassi · Tiffani Marinho · Jainy dos Santos · Letícia Lima | 3:34,28  | Chile Stephanie Saavedra · Antonia Ramírez · Violeta Arnaiz · Martina Weil                        | 3:37,64  |
| Chód na 20 km                 | Viviane Lyra                                                                    | 1:28:30  | Gabriela de Sousa                                                          | 1:34:50  | N/A                                                                                               | N/A      |
| Skok wzwyż                    | Hellen Tenorio                                                                  | 1,81     | Arielly Monteiro                                                           | 1,78     | Valdiléia Martins                                                                                 | 1,75     |
| Skok o tyczce                 | Juliana Campos                                                                  | 4,30     | Isabel de Quadros                                                          | 3,80     | Aldana Garibaldi                                                                                  | 3,20     |
| Skok w dal                    | Natalia Linares                                                                 | 6,81     | Lissandra Campos                                                           | 6,48     | Yuliana Angulo                                                                                    | 6,47     |
| Trójskok                      | Gabriele dos Santos                                                             | 13,96    | Regiclecia da Silva                                                        | 13,76    | Natricia Hooper                                                                                   | 13,64    |
| Pchnięcie kulą                | Ivana Gallardo                                                                  | 17,55    | Ahymara Espinoza                                                           | 16,51    | Ana Caroline Silva                                                                                | 16,09    |
| Rzut dyskiem                  | Izabela da Silva                                                                | 62,87    | Andressa de Morais                                                         | 60,16    | Yerlin Mesa                                                                                       | 55,69    |
| Rzut młotem                   | Rosa Rodríguez                                                                  | 71,04    | Ximena Zorrilla                                                            | 67,52    | Mariana García                                                                                    | 66,06    |
| Rzut oszczepem                | Jucilene de Lima                                                                | 62,32    | Juleisy Angulo                                                             | 62,25    | Daniela Nisimura                                                                                  | 60,12    |
| Siedmiobój                    | Martha Araújo                                                                   | 6396     | Roberta dos Santos                                                         | 5553     | Tamara de Sousa                                                                                   | 5525     |

### Zawody mieszane
| Konkurencja                 | 1. miejsce                                                              | Wynik   | 2. miejsce                                                         | Wynik   | 3. miejsce                                                                              | Wynik   |
| --------------------------- | ----------------------------------------------------------------------- | ------- | ------------------------------------------------------------------ | ------- | --------------------------------------------------------------------------------------- | ------- |
| Sztafeta mieszana 4 × 400 m | Brazylia Jadson Soares · Erica Barbosa · Tiago da Silva · Anny de Bassi | 3:17,73 | Kolumbia Daniel Balanta · Paola Loboa · Luis Arrieta · Lina Licona | 3:19,18 | Argentyna Agustín Pinti · María Florencia Lamboglia · Elián Larregina · Noelia Martínez | 3:23,12 |

## Klasyfikacja medalowa
*   Gospodarz ( Argentyna)
| Miejsce | Reprezentacja | Złoto | Srebro | Brąz | Razem |
| ------- | ------------- | ----- | ------ | ---- | ----- |
| 1       | Brazylia      | 20    | 19     | 13   | 52    |
| 2       | Kolumbia      | 7     | 7      | 3    | 17    |
| 3       | Chile         | 5     | 2      | 7    | 14    |
| 4       | Argentyna*    | 3     | 4      | 5    | 12    |
| 4       | Wenezuela     | 3     | 4      | 5    | 12    |
| 6       | Peru          | 2     | 2      | 2    | 6     |
| 7       | Urugwaj       | 2     | 1      | 1    | 4     |
| 8       | Ekwador       | 1     | 5      | 4    | 10    |
| 9       | Panama        | 1     | 1      | 1    | 3     |
| 10      | Paragwaj      | 1     | 0      | 1    | 2     |
| 11      | Gujana        | 0     | 1      | 1    | 2     |
| Razem   | Razem         | 45    | 46     | 43   | 134   |